# Abudefduf troschelii
Abudefduf troschelii е вид лъчеперка от семейство Pomacentridae. Видът е незастрашен от изчезване.

## Разпространение и местообитание
Разпространен е в Гватемала, Еквадор, Колумбия, Коста Рика, Мексико, Никарагуа, Панама, Перу, Салвадор, САЩ и Хондурас.
Среща се на дълбочина от 0,2 до 12 m, при температура на водата от 15,8 до 24,6 °C и соленост 34,2 – 35,3 ‰.

## Описание
На дължина достигат до 20 cm.